# マイ・マミー
「マイ・マミー (My Mammy)」は、ウォルター・ドナルドソン (Walter Donaldson) が作曲し、ジョー・ヤング (Joe Young) とサム・M・ルイス (Sam M. Lewis) が作詞した、アメリカ合衆国のポピュラー楽曲。「I'd walk a million miles For one of your smiles, My Mammy !」（「あなたの笑顔が少しでも見られるなら、僕は百万マイルだって歩くでしょう、お母さん」といった意）という一句が、歌詞に盛り込まれている。
この曲は、アル・ジョルスンが歌って大きな成功を収めたことがよく知られているが、最初に歌ったのは、ヴォードヴィル風の演目としてこれを取り上げたウィリアム・フローリー（William Frawley：『アイ・ラブ・ルーシー』の「フレッド・マーツ」役）であった。ジョルスンはこの曲を聴き、1918年にブロードウェイのショー『Sinbad』でこれを取り上げた。ジョルスンは、この曲を2回レコードに吹き込み、『ジャズ・シンガー』（1927年）、『シンギング・フール (The Singing Fool)』（1928年）、『ワシントン広場の薔薇 (Rose of Washington Square)』（1939年）、『ジョルスン物語』（1946年）などの映画の中でこの曲を歌った。
1967年、ザ・ハプニングス (The Happenings) がこの曲をリバイバルさせ、Billboard Hot 100 で最高13位まで浮上するヒットとなった。ロックバンドのU2は、1997年から1998年にかけて行なった「PopMart Tour」において、自分たちの曲「Miami」を演奏する際に、この曲から「The sun shines east, the sun shines west, I know where the sun shines best」（「太陽は東で輝き、太陽は西でも輝くけど、僕は太陽がどこで一番良く輝くかを知っている」といった意）という一節の歌詞を引用する形で歌っていた。ブロードウェイのミュージカル『Thoroughly Modern Millie』の中では、この曲のパロディとして「Muqǐn」という曲が作られた。

## おもな録音
「マイ・マミー」は多数のカバーがあるが、おもなものとして以下の演者による録音がある。
- ジョン・オーピン（英語版）
- エディ・カンター
- シェール
- キャメオ
- ブライアン・コンリー（英語版）
- ディオン
- エヴァリー・ブラザース
- エディ・フィッシャー
- ザ・ハプニングス
- テッド・ヒース（英語版）
- アル・ジョルソン
- ジェリー・ルイス
- ライザ・ミネリ
- ピアレス・カルテット（英語版）
- ケニー・ロジャース（ボビー・ドイル（英語版）とのデュエット）
- ジミー・ロゼーリ（英語版）
- ポール・ホワイトマン（英語版）楽団
- ジェリー・リー・ルイス
- リーナ・ザヴァローニ（英語版）